# Indicatifs régionaux 402 et 531

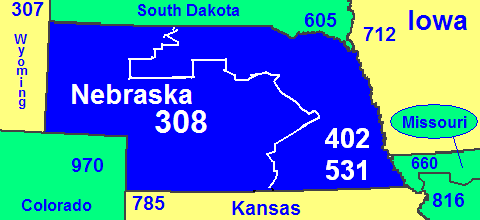
Carte de l'État du Nebraska indiquant les territoires couverts par les trois indicatifs régionaux de l'État

Les indicatifs régionaux 402 et 531 sont les indicatifs téléphoniques régionaux qui desservent la partie est de l'État du Nebraska aux États-Unis.
Les indicatifs régionaux 402 et 531 font partie du Plan de numérotation nord-américain.

## Historique des indicatifs régionaux du Nebraska
Jusqu'en 1954, l'indicatif régional 402 desservait l'ensemble de l'État du Nebraska.
Le 1er juillet 1954, l'indicatif régional 308 a été créé par la scission de l'indicatif 402. L'indicatif 308 desservait la partie ouest de l'État alors que l'indicatif 402 continuait à servir la partie est de l'État.
Par la suite, l'indicatif 531 a été ajouté par chevauchement sur le territoire de l'indicatif 402.